# 力王集團控股
力王集團控股有限公司，簡稱力王集團控股（英語：Luxking Group Holdings Limited，SGX：BKK），在1995年由梁志江創立專門在中國內地生產及銷售各種強力膠貼產品，以「力王」作為主要品牌。
其總部位於廣東省中山市小欖鎮聯豐路，以及香港九龍尖沙咀科學館道14號新文華中心A座12樓6室。股份在2005年8月22日於新加坡交易所主板上市。招股價為0.2坡元，配售股份為65,000,000股，集資額為13,000,000坡元。
旗下公司為中山新亚洲胶粘制品有限公司、湖北力王新材料有限公司、力王国际化学有限公司，以及中建国际贸易有限公司。

## 連結
- NewAsiaTapes.com（页面存档备份，存于）